# Avet del bàlsam
L'avet del bàlsam (Abies balsamea) és una espècie de conífera pertanyent a la família de les pinàcies, originària dels Estats Units i la major part de les regions de l'est i centre del Canadà.

## Característiques
És un arbre de mida entre petita i mitjana (normalment 14–20 m, rarament 27 m), de copa columnar cònica molt estilitzada i amb l'àpex punxegut. L'escorça en els arbres joves és llisa, de color gris i amb engruixades butllofes resinoses, tornant-se rugosa i esquerdada o escamosa en els exemplars vells. Les fulles són aciculars i una mica dividides a les puntes, de 1,5 a 3 cm, de color verd fosc brillant pel dret i amb dues bandes longitudinals de color platejat pel revers. Brollen en espiral atapeïdament, amb la base de les fulles retorçada i disposades per formar dues fileres més o menys horitzontals. Els cons són erectes, de 4–8 cm de llargària, de color porpra fosc de joves i marrons en madurar al setembre, quan es desfan per alliberar les llavors alades.

## Ecologia
Creix en la terra baixa i contraforts muntanyoses de l'Amèrica Boreal, des del nivell del mar fins als 1.200 msnm. (en el seu extrem sud de distribució, a Virgínia Occidental) i prefereix sòls llimosos o arenosos moderadament àcids. El clima del seu hàbitat natural és continental o marítim humit d'hiverns frígids, la precipitació comprèn entre 250 i 1250 mm anuals. El clima que suporta és bastant extrem, sobretot al Canadà on té un període vegetatiu de tan sols 80 dies anuals, mentre que a sector més al Sud, als Apalatxes, la temporada de creixement pot durar uns 100 dies més. És una espècie de vida curta, tolerant a l'ombra (pot regenerar sota coberta) i poc resistent als incendis. Juntament amb altres espècies de coníferes (Picea, Pinus strobus, Tsuga canadiensis o Pinus banksiana) constitueix boscos mixtos aciculifolis. També apareix a boscos mixtos de frondoses juntament amb Populus tremuloides, Betula spp., i en la seva àrea meridional de distribució també s'hi fa amb aurons (Acer spp.), Fagus grandifolia o Betula alleghaniensis, sovint acompanyats per un sotabosc dominat per Taxus canadiensis.
En turons i vessants exposats de muntanya, els boscos d'avet del bàlsam formen unes formacions anomenades ones d'avet. No són més que la formació de boscos amb diversitat d'edats dominants. Les classes d'edat segueixen relleus sinuosos que fa que els vessants semblin ondulats. Això es deu al fet que la regeneració dels avets es dona quan s'obren clarianes durant temporals de vent, fet que provoca que les edats dels arbres segueixen les corrents dominants d'aquests vents.

## Usos
És una planta molt utilitzada comercialment, es conrea pel seu ús ornamental, sobretot per a vendre com a arbre de Nadal i per a l'extracció de polpa per a la fabricació de paper. La resina s'utilitza per produir el "bàlsam del Canadà" o trementina, (en biologia s'usa per conservar mostres microscòpiques). Aquest producte era també l'element que servia per enganxar lents usades en els instruments òptics després de ser sotmès a una evaporació dels olis que conté; el seu índex de refracció aproximat a 1,55 i la seva alta transparència el feia ideal per corregir les aberracions cromàtiques. Aquest procés comporta certs problemes de conservació de la unió de lents, ja que aquest element orgànic és corromput pels bacteris al llarg dels anys, provocant la deterioració de les imatges. Ha estat substituït, fonamentalment, per polímers basat en coles epoxis sent la llum blava l'activador del procés de polimerització.

## Taxonomia
Abies balsamea va ser descrita per (L. Mill. i publicat en The Gardeners Dictionary: . . . eighth edition no. 3. 1768.
Etimologia
Abies: nom genèric que ve del nom llatí de Abies alba.
balsamea: epítet llatí que significa "com a bàlsam".
Varietats
Existeixen dues varietats:
- Abies balsamea var. balsamea - bràctees escamoses curtes, invisibles en els cons tancats. La majoria de les espècies.
- Abies balmasea var. phanerolepis - bràctees escamosa més llargues, visibles en els cons tancats. Les espècies del sud-est, des del sud de Quebec a Virgínia occidental. Alguns botànics consideren aquesta varietat com un híbrid natural entre Abies balsamea i Abies fraseri l'hàbitat del qual es troba més al sud, en els Apalatxes.

## Galeria

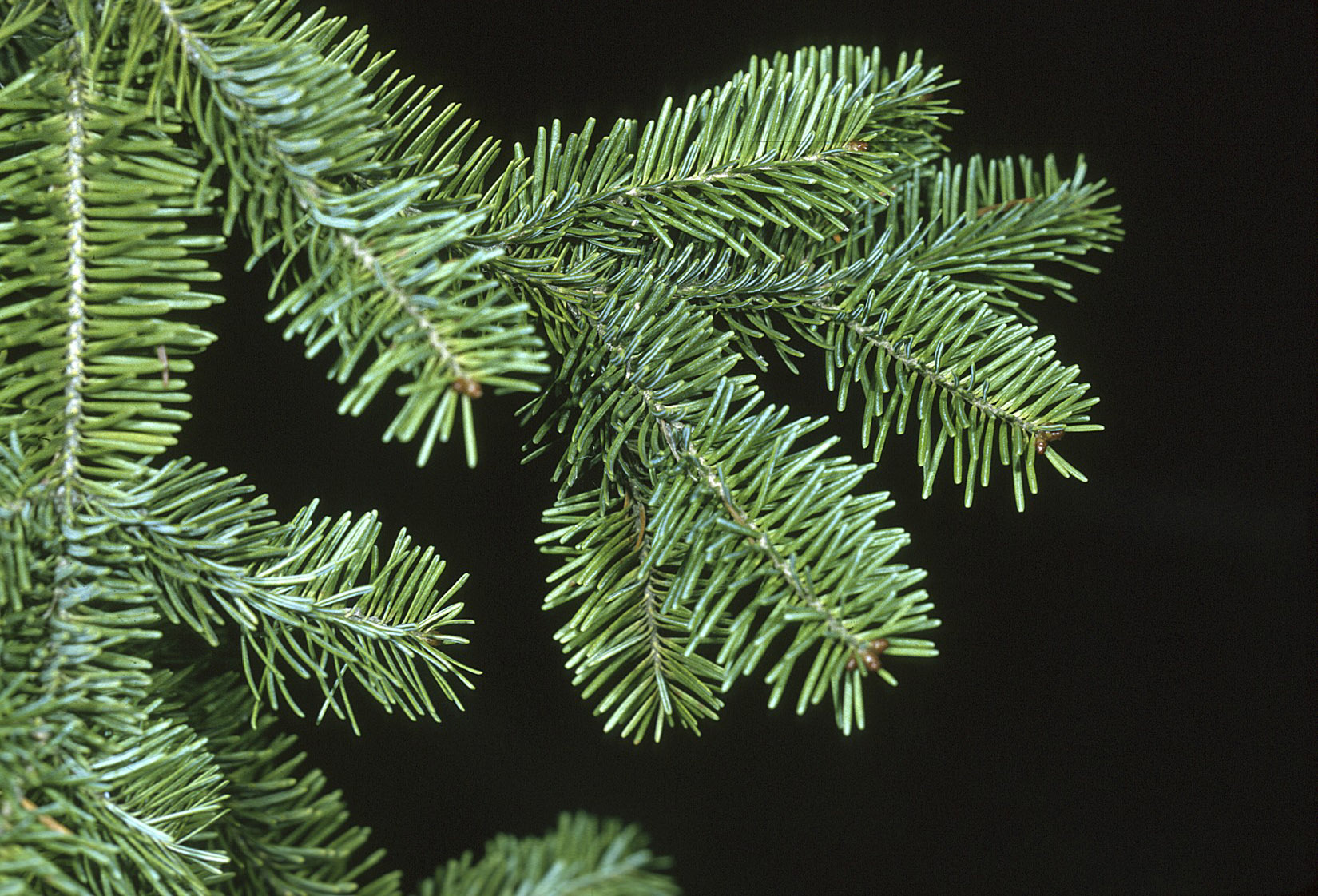
Detall del fullatge
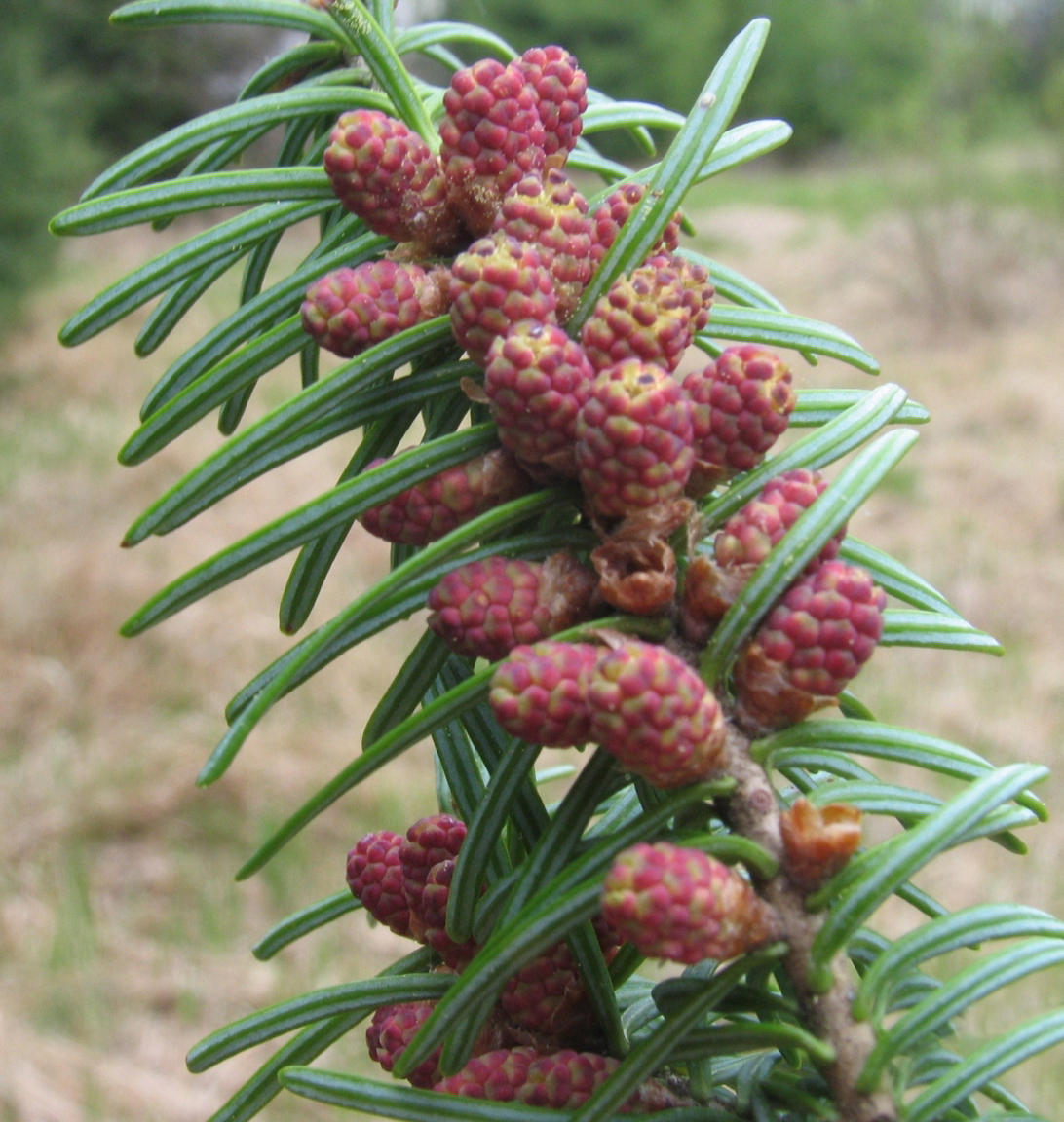
Cons i fulles
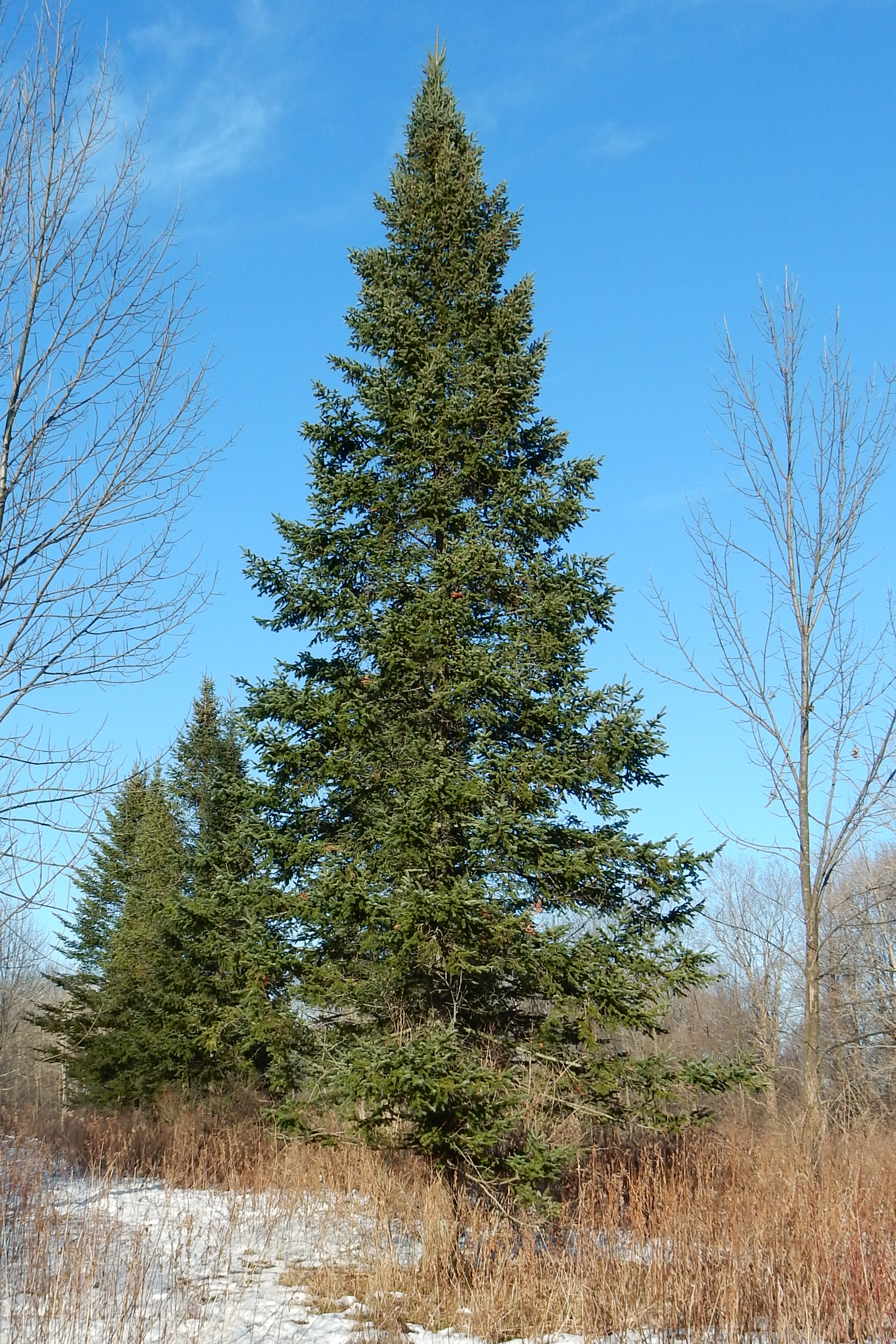
Vista de l'arbre
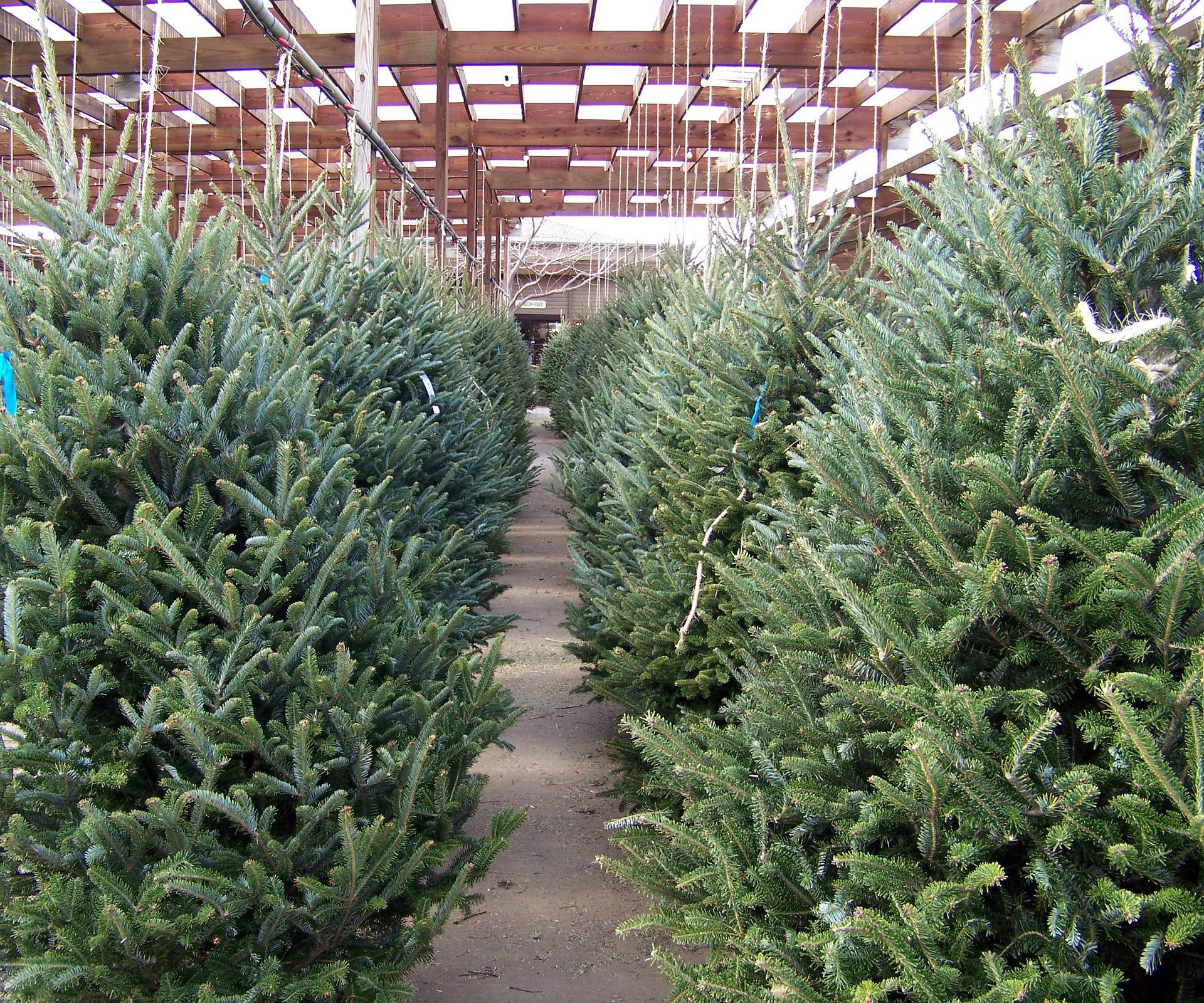
Arbres cultivats
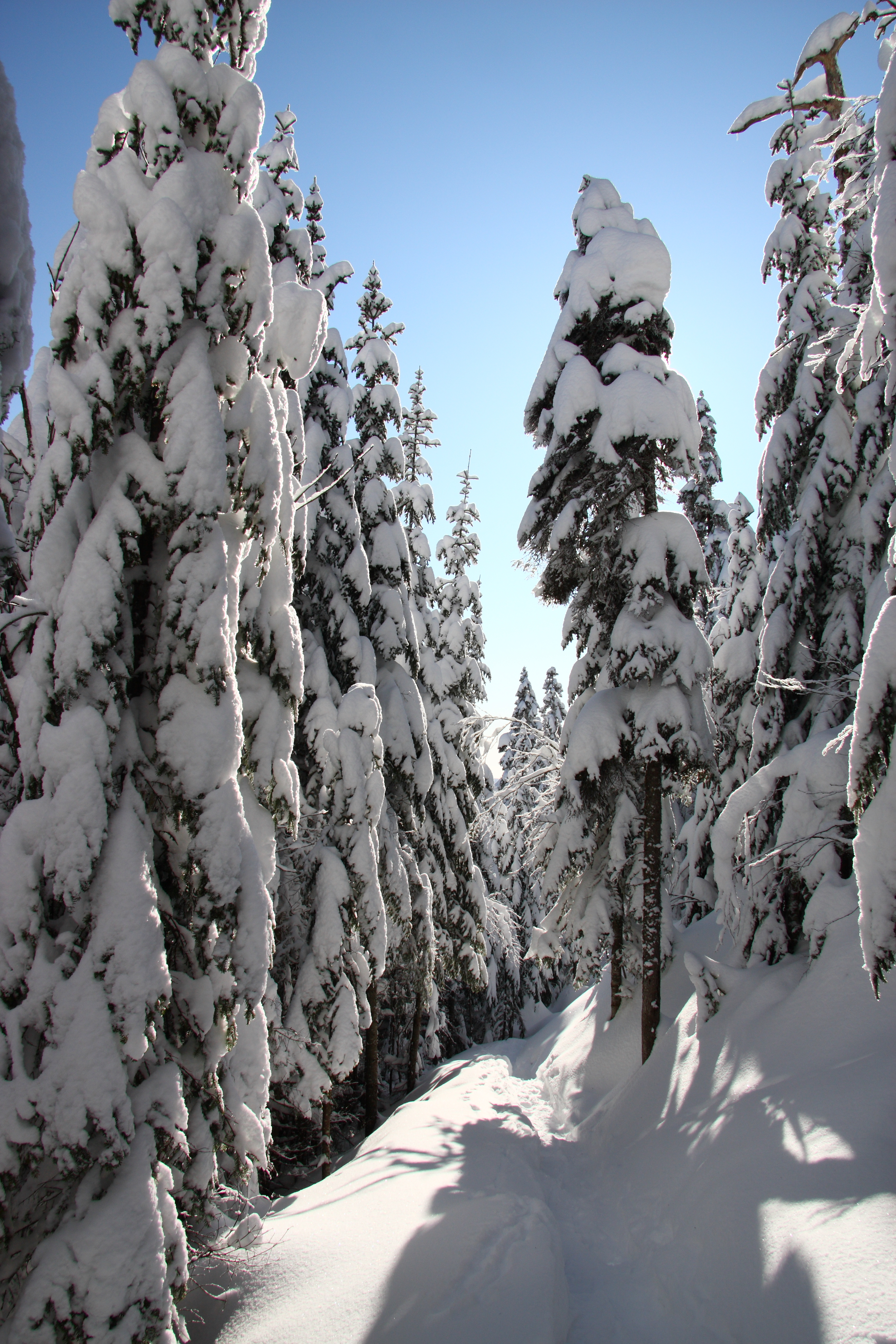
Aspecte hivernal
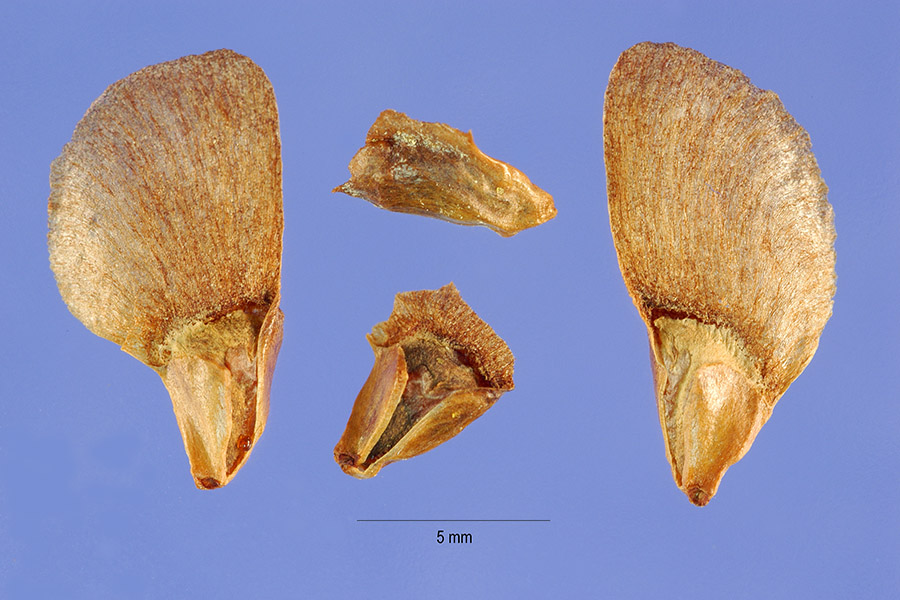
Llavors
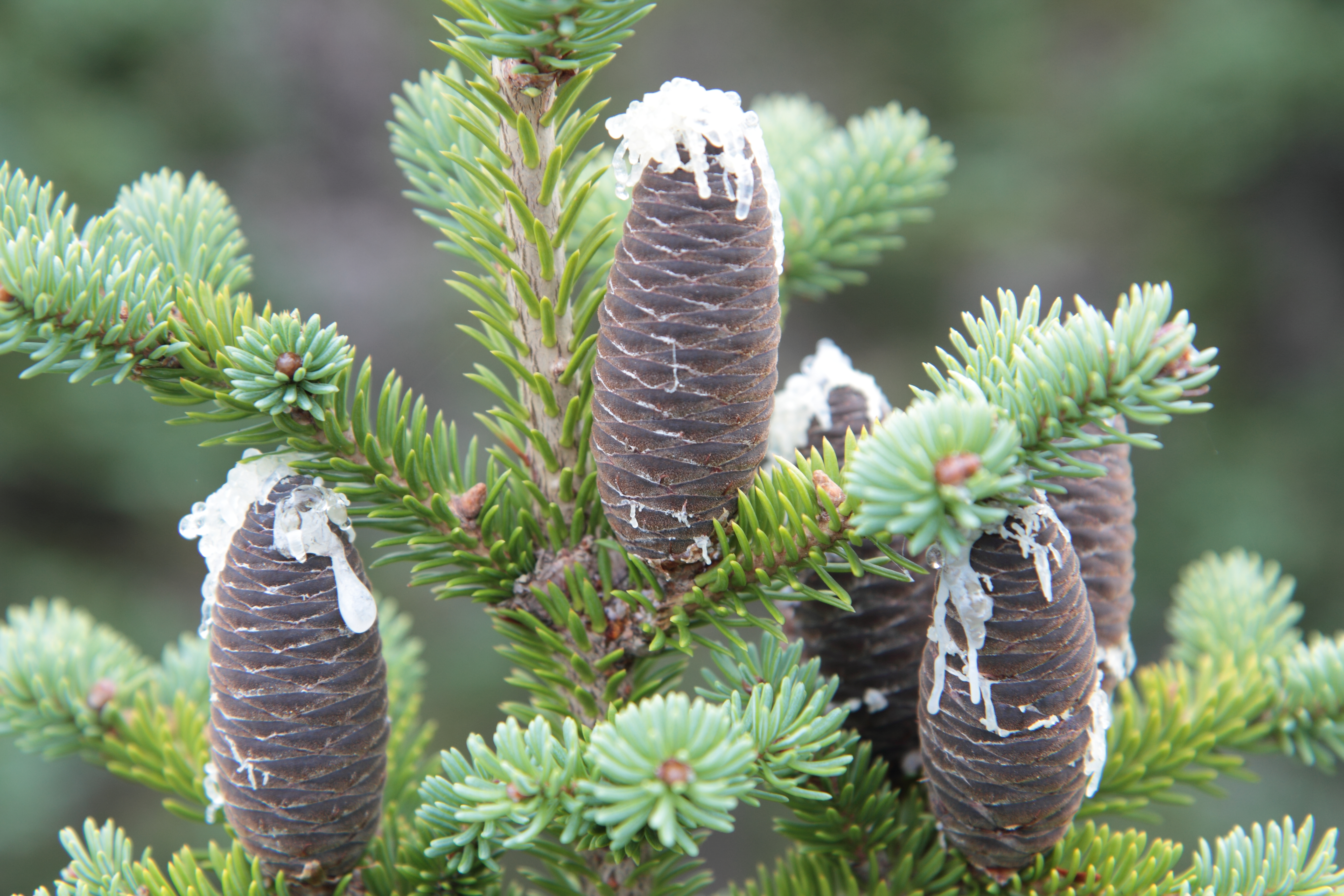
Pinyes
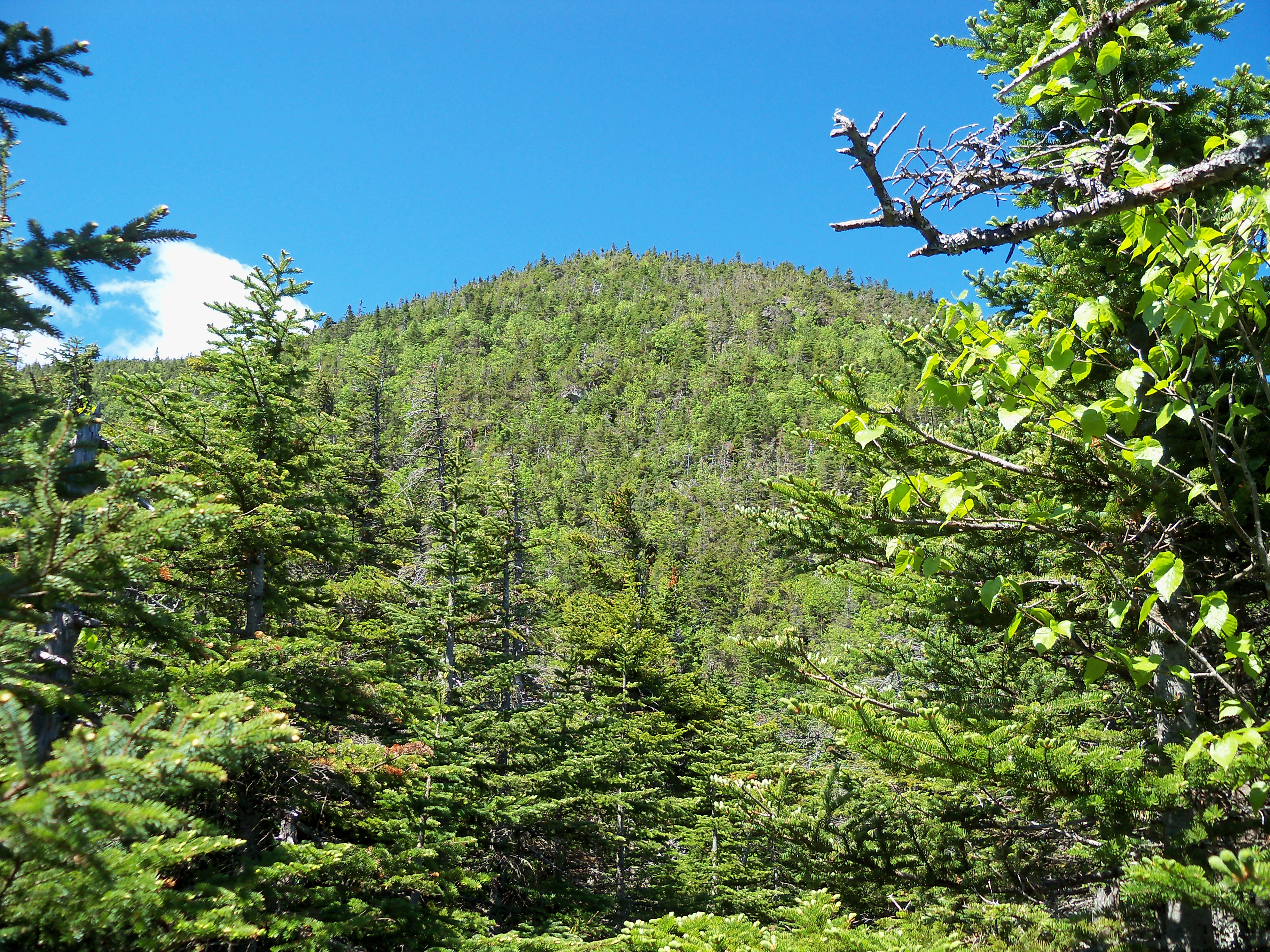
Avetosa d'avet del bàlsàm